# Liste du patrimoine immobilier classé d'Assesse
Cette page regroupe l'ensemble du patrimoine immobilier classé de la ville belge d'Assesse.
| Objet | Année de construction / Architecte | Adresse | Section communale | Coordonnées                      | Numéro d’inventaire | Illustration |
| --- | ---------------------------------- | ------- | ----------------- | -------------------------------- | ------------------- | --- |
| La chapelle Saint-Gilles à Mianoye (M) ainsi que l'ensemble formé par la dite chapelle et ses abords immédiats (S) |                                    |         | Mianoye           | 50° 20′ 40″ nord, 5° 01′ 18″ est | 92006-CLT-0001-01   | La chapelle Saint-Gilles à Mianoye (M) ainsi que l'ensemble formé par la dite chapelle et ses abords immédiats (S)                                                      |
| Le château-ferme de Courrière |                                    |         | Courrière         | 50° 22′ 42″ nord, 4° 59′ 02″ est | 92006-CLT-0002-01   | Le château-ferme de Courrière |
| Ensemble formé par le château-ferme de Courrière (classé par arrêté royal du 25 février 1950) et les terrains environnants à Courrière |                                    |         | Courrière         | 50° 22′ 44″ nord, 4° 58′ 45″ est | 92006-CLT-0003-01   | Ensemble formé par le château-ferme de Courrière (classé par arrêté royal du 25 février 1950) et les terrains environnants à Courrière                                  |
| L'église Saint-Martin, à Crupet |                                    |         | Crupet            | 50° 20′ 54″ nord, 4° 57′ 39″ est | 92006-CLT-0004-01   | L'église Saint-Martin, à Crupet |
| Ensemble formé par l'église Saint-Martin, à Crupet, le vieux cimetière contigu, le presbytère, la place de l'église et le tilleul centenaire croissant sur cette place. |                                    |         | Crupet            | 50° 20′ 54″ nord, 4° 57′ 37″ est | 92006-CLT-0005-01   | Ensemble formé par l'église Saint-Martin, à Crupet, le vieux cimetière contigu, le presbytère, la place de l'église et le tilleul centenaire croissant sur cette place. |
| Le donjon de Crupet et ses dépendances (M) ainsi que l'ensemble formé par ce donjon, ses dépendances et les terrains environnants (S) |                                    |         | Crupet            | 50° 21′ 01″ nord, 4° 57′ 38″ est | 92006-CLT-0006-01   | Le donjon de Crupet et ses dépendances (M) ainsi que l'ensemble formé par ce donjon, ses dépendances et les terrains environnants (S)                                   |
| Deux tilleuls sis devant l'église Sainte-Geneviève, à Florée (tilleuls de Florée) |                                    |         | Florée            | 50° 22′ 20″ nord, 5° 04′ 11″ est | 92006-CLT-0007-01   | Deux tilleuls sis devant l'église Sainte-Geneviève, à Florée (tilleuls de Florée)                                                                                       |
| Un calvaire à Florée (M) ainsi que l'ensemble formé par ce calvaire et les deux tilleuls (S) (Calvaire de la Croix de Florée) |                                    |         | Florée            | 50° 22′ 33″ nord, 5° 04′ 09″ est | 92006-CLT-0008-01   | Image manquanteTéléverser |
| L'église Saint-Martin, à Ivoy |                                    |         | Ivoy              | 50° 21′ 49″ nord, 4° 56′ 30″ est | 92006-CLT-0009-01   | L'église Saint-Martin, à Ivoy |
| Les façades et toitures du château et de la ferme d'Arche à Maillen (M) ainsi que l'ensemble formé par ces édifices et les terrains environnants (S) |                                    |         | Maillen           | 50° 22′ 29″ nord, 4° 56′ 42″ est | 92006-CLT-0010-01   | Image manquanteTéléverser |
| Les façades et toitures du château de Ronchine, la grande salle du premier étage du bâtiment sis au sud-est, les pilastres et les deux grilles ainsi que les façades extérieures, les toitures et les deux tours de la ferme, hormis la grange située au nord-ouest à l'extérieur du quadrilatère (M) ainsi que l'ensemble formé par ces édifices et les terrains environnants, à Maillen (S) |                                    |         | Ronchinne         | 50° 21′ 21″ nord, 4° 55′ 56″ est | 92006-CLT-0011-01   | château de Ronchine |
| L'église Saint-Quentin et le mur du cimetière à Courrière |                                    |         | Courrière         | 50° 22′ 41″ nord, 4° 59′ 04″ est | 92006-CLT-0012-01   | L'église Saint-Quentin et le mur du cimetière à Courrière |
| Ensemble formé par la voûte de Wagnée et le chemin communal dit du Moulin au sud de la voûte jusqu'au carrefour de l'ancien chemin n°14 et au nord de la voûte sur la quinzaine de mètres où il est bordé de murs de soutènement |                                    |         | Wagnée            | 50° 23′ 01″ nord, 5° 04′ 14″ est | 92006-CLT-0013-01   | Image manquanteTéléverser |
| Façades, toitures et stucs intérieurs de l'église Sainte-Geneviève ainsi que le mur du cimetière l'entourant (M), la ferme des Moines en ce compris le mur de clôture de la propriété mais à l'exclusion du hangar récent qui s'y adosse, et le presbytère à l'exclusion de l'annexe récente qui s'y adosse (EA) et établissement d'une zone de protection autour de l'ensemble formé par l'église Sainte-Geneviève, la ferme des Moines, le presbytère et le noyau central du village de Florée (ZP) |                                    |         | Florée            | 50° 22′ 21″ nord, 5° 04′ 12″ est | 92006-CLT-0015-01   | église Sainte-Geneviève |
| Bois des Roches (+ YVOIR/Evrehailles (Bauche)) |                                    |         |                   | 50° 20′ 21″ nord, 4° 54′ 21″ est | 92006-CLT-0016-01   | Image manquanteTéléverser |
| Grotte du trou d'Haquin (+ PROFONDEVILLE/Lustin) |                                    |         |                   | 50° 22′ 07″ nord, 4° 54′ 16″ est | 92006-CLT-0017-01   | Image manquanteTéléverser |
| Le donjon de Crupet |                                    |         |                   | 50° 21′ 00″ nord, 4° 57′ 36″ est | 92006-PEX-0001-01   | Le donjon de Crupet |